# إعلان موسكو

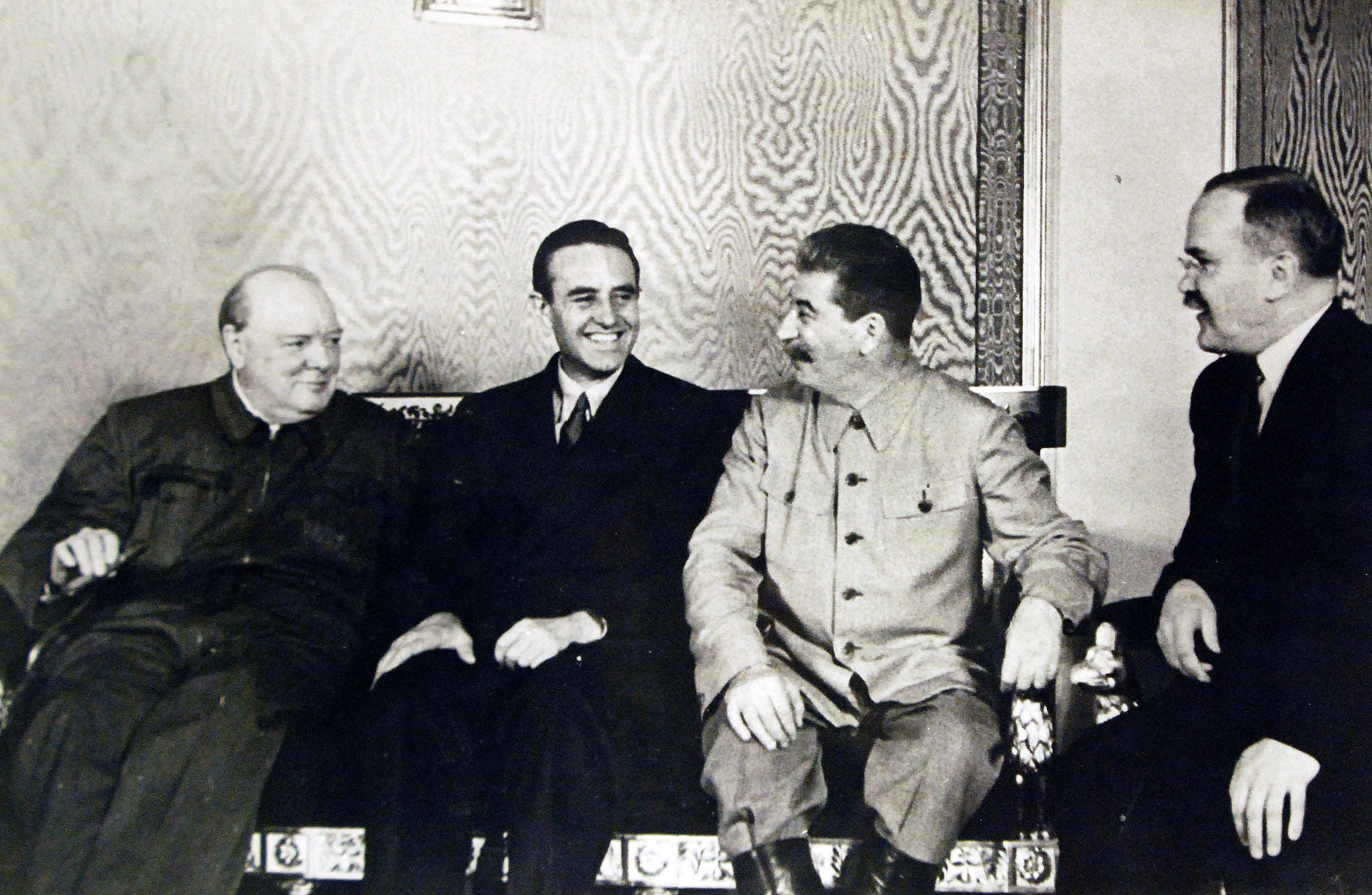

كانت إعلانات موسكو أربعة إعلانات موقعة خلال مؤتمر موسكو في 30 أكتوبر 1943. تختلف الإعلانات عن البيان الذي صدر عقب مؤتمر موسكو عام 1945. وقد وقّع عليها وزراء الخارجية في حكومات الولايات المتحدة والمملكة المتحدة والاتحاد السوفيتي وجمهورية الصين. تم التوقيع على أربعة إعلانات في المؤتمر: إعلان الدول الأربع حول الأمن العام، إعلان إيطاليا، إعلان النمسا، وإعلانات الفظائع.

## تصريحات

### إعلان الأمم الأربع حول الأمن العام
في القسم «إعلان الأمة الأربعة المشترك»، حكومات الولايات المتحدة الأمريكية والمملكة المتحدة والاتحاد السوفيتي والصين القومية، وفقًا لإعلان الأمم المتحدة الصادر في يناير 1942 والإعلانات اللاحقة، بمواصلة الأعمال القتالية ضد تلك القوى المحورية التي هم على التوالي في حالة حرب حتى ألقيت هذه القوى أسلحتها على أساس الاستسلام غير المشروط. كما يعترفون بضرورة إنشاء منظمة دولية عامة (الأمم المتحدة) في أقرب وقت ممكن، على أساس مبدأ المساواة في السيادة بين جميع الدول المحبة للسلام، وفتح باب الانضمام لجميع هذه الدول، كبيرها وصغيرها، لصون السلام والأمن الدوليين.

### إعلان عن إيطاليا
في الإعلان المتعلق بإيطاليا، أعلن وزراء الخارجية في الولايات المتحدة والمملكة المتحدة والاتحاد السوفيتي أنه ينبغي تدمير الفاشية وتأثيرها بالكامل وأن الشعب الإيطالي يجب أن يُمنح كل فرصة لإنشاء مؤسسات حكومية وغيرها على أساس مبادئ ديمقراطية.

### إعلان عن النمسا
في الإعلان الخاص بالنمسا، أعلن وزراء الخارجية للولايات المتحدة والمملكة المتحدة والاتحاد السوفيتي أن ضم ألمانيا (أنشلوس) من النمسا كان لاغيا وباطلا. ودعا إلى تأسيس النمسا الحرة بعد الانتصار على ألمانيا النازية.
"حكومات المملكة المتحدة والاتحاد السوفيتي والولايات المتحدة الأمريكية متفقون على أن النمسا، أول دولة حرة تقع ضحية العدوان الهتلري، يجب أن تتحرر من السيطرة الألمانية.
"يعتبرون الضم الذي فرضته ألمانيا على النمسا في 15 مارس 1938، لاغيا وباطلا. إنهم لا يعتبرون أنفسهم بأي حال من الأحوال ملزمين بأي تغييرات تم إجراؤها في النمسا منذ ذلك التاريخ. يعلنون أنهم يرغبون في رؤية إعادة تأسيس النمسا حرة ومستقلة، وبالتالي فتح الطريق أمام الشعب النمساوي نفسه، وكذلك الدول المجاورة التي ستواجه مشاكل مماثلة، لإيجاد ذلك الأمن السياسي والاقتصادي الذي هو الأساس الوحيد للسلام الدائم.
«يتم تذكير النمسا، مع ذلك، بأنها تتحمل مسئولية، لا يمكنها التهرب منها، عن المشاركة في الحرب إلى جانب ألمانيا الهتلرية، وأنه في حساب التسوية النهائية ستؤخذ حتماً مساهمتها الخاصة في تحريرها».

### إعلان عن الفظائع
وقع على إعلان الفظائع رئيس الولايات المتحدة فرانكلين روزفلت ورئيس الوزراء البريطاني وينستون تشرشل ورئيس الوزراء السوفييتي جوزيف ستالين. وأشاروا إلى أن «الأدلة على الفظائع والمجازر وعمليات الإعدام الجماعي بدم بارد التي ترتكبها قوات هتلر في العديد من البلدان التي اجتاحوها والتي يتم طردهم منها الآن بشكل مطرد». واستمروا في القول إن الألمان سيعادون إلى البلدان التي ارتكبوا فيها جرائمهم و«يحكم عليهم على الفور من قبل الشعوب التي أغضبهم». أما بالنسبة لأولئك الألمان الذين لم يكن لجرائمهم الإجرامية توطين جغرافي معين، فسيتم معاقبتهم بقرار مشترك من حكومات الحلفاء.
تم صياغة البيان المتعلق بالفظائع إلى حد كبير بواسطة ونستون تشرشل،  وأدى إلى إنشاء اللجنة الاستشارية الأوروبية التي صاغت ميثاق لندن.